# Heterorachis despoliata
Heterorachis despoliata är en fjärilsart som beskrevs av Louis Beethoven Prout 1916. Heterorachis despoliata ingår i släktet Heterorachis och familjen mätare. Inga underarter finns listade i Catalogue of Life.